# کائو سیسیلیو دا سیلوا
کائو سیسیلیو دا سیلوا (به پرتغالی: Cauê Cecilio da Silva) هافبک اهل برزیل است که در شهر سائوپائولو و در تاریخ ۲۴ مهٔ ۱۹۸۹ به دنیا آمده‌است.
کائو سیسیلیو دا سیلوا در تیم‌های فوتبال Gama سابقهٔ حضور دارد.